# Olympische Jugend-Winterspiele 2012/Teilnehmer (Serbien)
| Gelbes Symbol für Goldmedaillen mit stilisierten Olympischen Ringen | Graues Symbol für Silbermedaillen mit stilisierten Olympischen Ringen | Braundes Symbol für Bronzemedaillen mit stilisierten Olympischen Ringen |
| ------------------------------------------------------------------- | --------------------------------------------------------------------- | ----------------------------------------------------------------------- |
| —                                                                   | —                                                                     | —                                                                       |

Serbien nahm an den Olympischen Jugend-Winterspielen 2012 in Innsbruck mit zwei Athleten in zwei Sportarten teil.

## Sportarten

### Biathlon
| Athleten     | Wettbewerb       | Zeit (Schießfehler) | Rang |
| ------------ | ---------------- | ------------------- | ---- |
| Jungen       |                  |                     |      |
| Dženis Avdić | 7,5 km Sprint    | 24:18,5 min (7)     | 47   |
| Dženis Avdić | 10 km Verfolgung | 38:37,7 min (9)     | 45   |

### Ski Alpin
| Athleten           | Wettbewerb   | Durchgang 1 | Durchgang 2 | Gesamt             | Gesamt             |                    |
| Athleten           | Wettbewerb   | Zeit        | Zeit        | Zeit               | Rang               |                    |
| ------------------ | ------------ | ----------- | ----------- | ------------------ | ------------------ | ------------------ |
| Jungen             |              |             |             |                    |                    |                    |
| Strahinja Stanišić | Riesenslalom | 1:01,85 min | 57,15 s     | 1:59,00 min        | 19                 |                    |
| Strahinja Stanišić | Slalom       | DSQ         | DSQ         | nicht qualifiziert | nicht qualifiziert | nicht qualifiziert |